# Calculateur prodige
Pour les articles homonymes, voir Calculateur.
 (mars 2020).

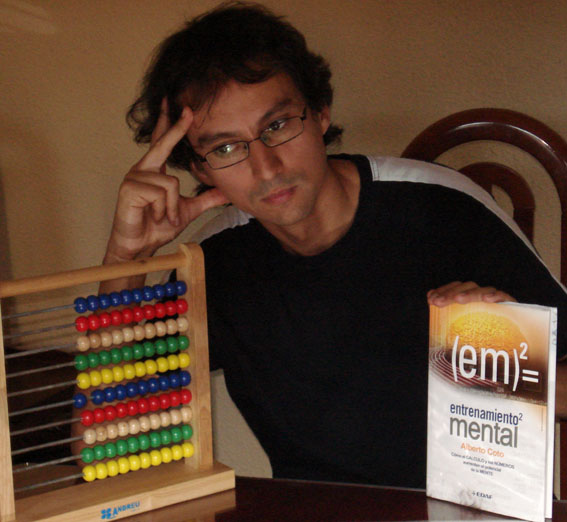
Le prodige espagnol Alberto Coto-García.

Un calculateur prodige est une personne capable d'effectuer mentalement des opérations mathématiques impliquant des nombres très grands ou encore des calculs mentaux très rapides. 

## Don et méthode
Avant l'avènement des ordinateurs, les calculateurs prodiges étaient souvent employés dans les instituts de recherche nécessitant des calculs complexes et longs, comme les calculs d'astrophysique ou de cristallographie.
Le plus souvent, ces calculateurs possèdent un « don », dans le sens où ils n'ont pas étudié les mathématiques. Selon le témoignage de certains d'entre eux, comme la prodige indienne Shakuntala Devi (1929-2013), ils « voient » la réponse, un phénomène appelé synesthésie. Ils sont en général peu éduqués et présentent souvent des particularités cognitives telles que l'autisme. Henri Mondeux et Giacomo Inaudi n’étaient par exemple que de simples bergers. À l'opposé, Euler, Gauss et Aitken étaient des mathématiciens, et Wim Klein connaissait l'usage des logarithmes.
Une méthode utilisée par certains calculateurs prodiges est l'apprentissage des résultats. De la même façon qu'un élève, même en connaissant la logique de la multiplication, ne pourra donner une réponse immédiate qu'en apprenant par cœur le résultat, le calculateur prodige apprend, lui, les nombreux résultats d'opérations de calcul plus complexes. Cet apprentissage aide aussi pour retrouver des calculs non appris mais liés, de la même façon qu'une personne n'ayant appris que les additions peut en utilisant celles-ci retrouver les résultats des multiplications sans passer par sa mémoire.

## Liste de calculateurs prodiges

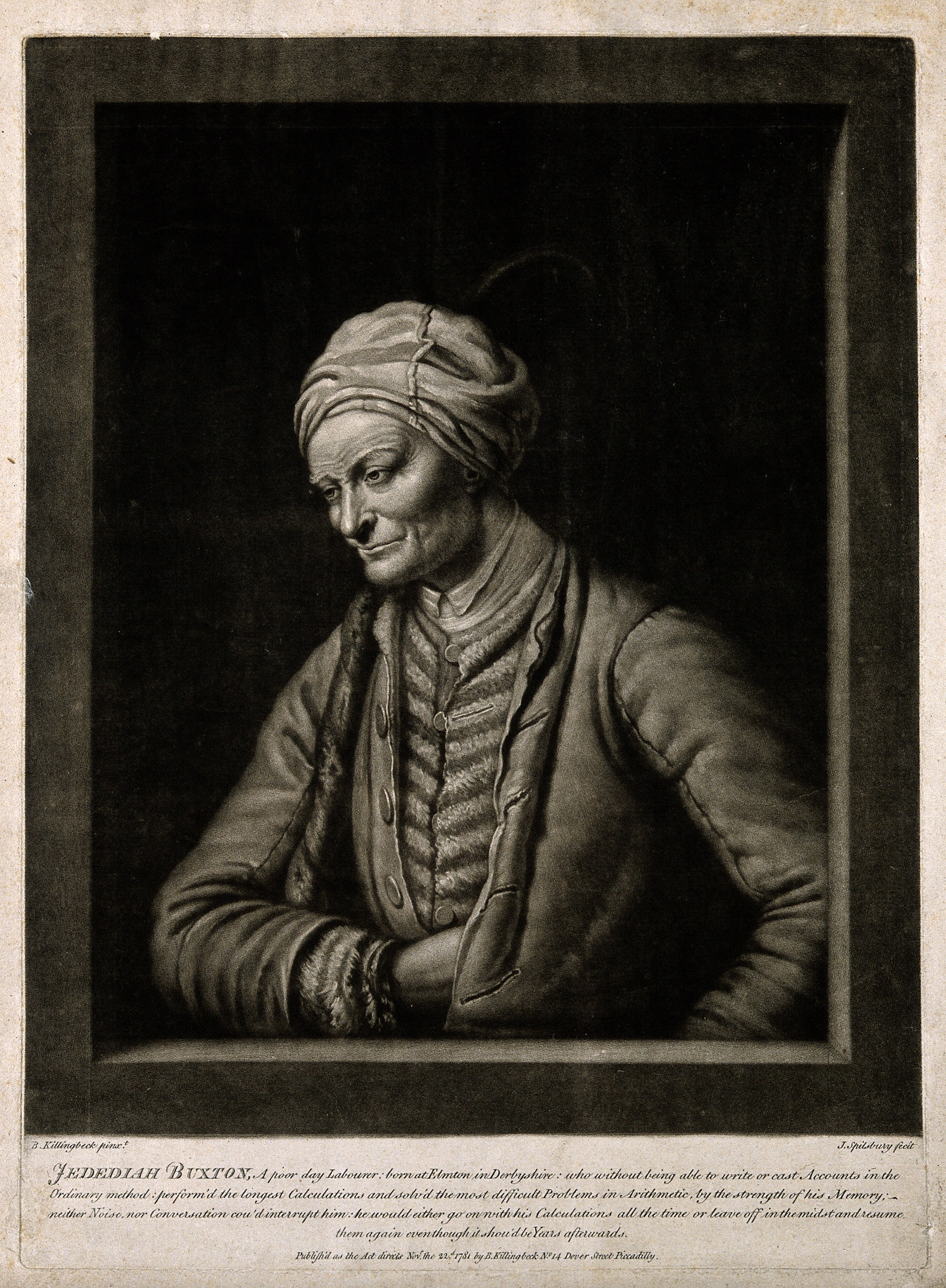
Jedediah Buxton.

- Alexander Craig Aitken (1895-1967)
- André-Marie Ampère (1775-1836)
- George Parker Bidder (en) (1806-1878)
- Jedediah Buxton (en) (1707-1772)
- Mike Byster (en) (1959-)
- Zerah Colburn (de) (1804-1839)[2]
- Alberto Coto García (en) (1970-)
- Maurice Dagbert (1913-2000)
- Zacharias Dase (1824-1861)
- Peter M Deshong (USA, vers 1850)
- Herbert De Grote (?)
- Shakuntala Devi (1929-2013)
- Pericles Diamandi[3]
- Willis Dysart (en) (1923-), « Willie the Wizard »
- Hans Eberstark (de) (1929-2001)
- Paul Erdős (1913-1996)
- Leonhard Euler (1707-1783)
- Salo Finkelstein (1897-)
- Scott Flansburg (1963-)
- Robert Fountain (1969)
- Thomas Fuller (1710-1790)
- Rüdiger Gamm (1971-)
- Carl Friedrich Gauss (1777-1865)
- Charles Grandemange (1834-1870)
- Arthur F. Griffith (en)  (1880-1911)
- William Rowan Hamilton (1805-1865)
- Jorge Arturo Mendoza Huertas (en) (1971-)
- Jacques Inaudi (1867-1950)
- Wim Klein (1912-1986)
- Jan van Koningsveld (de) (1969-)
- Alexis Lemaire (1980-)
- Daniel McCartney (en) (1817-1887)
- Gert Mittring (1966)
- Henri Mondeux (1826-1861)
- John von Neumann (1903-1957)
- Kim Peek (1951-2009)
- Ben Pridmore (1976-)
- Srinivasa Ramanujan (1887-1920)
- Rechen-August (de) (1882-1928)
- Bernhard Riemann (1826-1866)
- Gottfried Rückle (de) (1879-1929)
- Truman Henry Safford (1836-1901)
- Igor Shelushkov (en) (1946-?)
- Priyanshi Somani (en) (1998-)
- Daniel Tammet (1979-)
- Tathagat Avatar Tulsi (en) (1987-)
- Yusnier Viera (1982-)
- John Wallis (1616-1703)
- Johann Jakob Winkler (de) (1831-1893)